# St. Bartholomäus (Zeiskam)
Die römisch-katholische Pfarrkirche St. Bartholomäus steht in der Ortsgemeinde Zeiskam (Verbandsgemeinde Bellheim) im Kreis Germersheim (Rheinland-Pfalz). Sie ist Hauptkirche der gleichnamigen Kirchengemeinde und gehört zur Pfarrei Bellheim im Dekanat Germersheim des Bistums Speyer. Die Kirche ist denkmalgeschützt und ist nach ihrem Schutzpatron, dem Apostel Bartholomäus benannt. 

## Beschreibung
Bei der St.-Bartholomäus-Kirche handelt es sich um einen vierachsigen Saalbau, der über einen Chor mit zwei Fensterachsen verfügt. Sie befindet sich auf einer topographischen Erhöhung, auf welcher sich im 12. und 13. Jahrhundert der Sitz der Herren von Zeiskam befunden hat. 

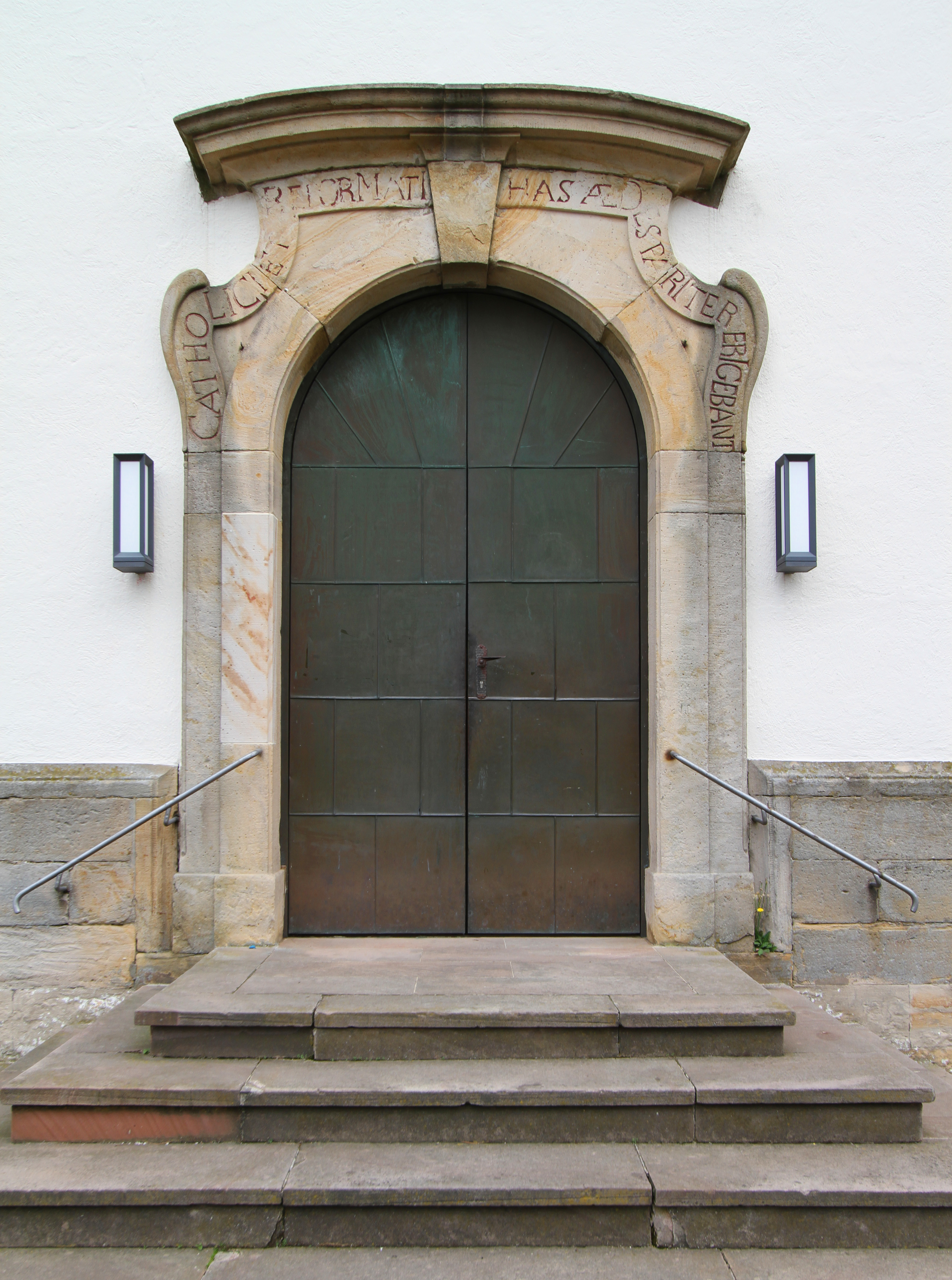
Ansicht des Eingangsportals
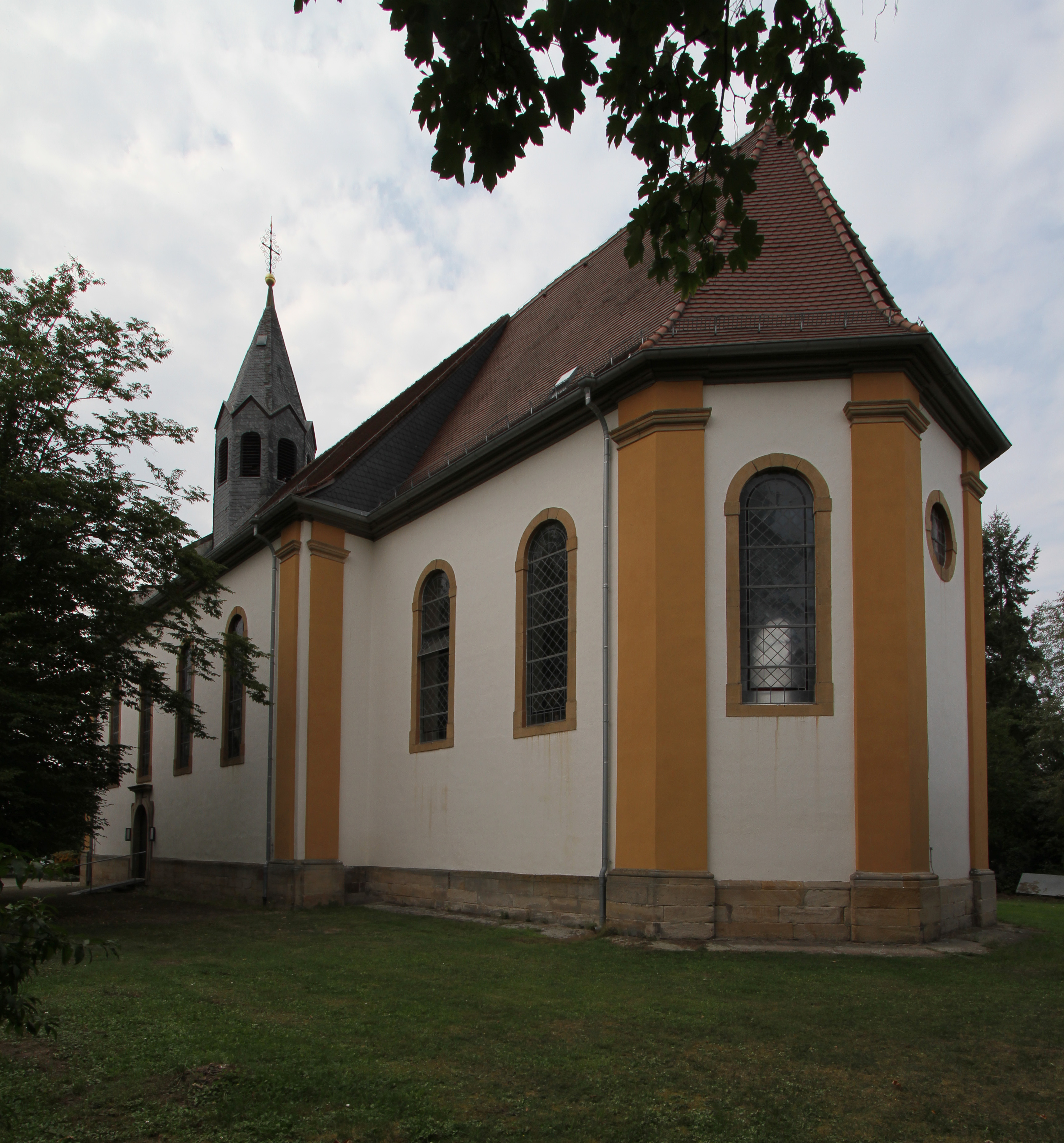
Blick auf den Chor

## Geschichte
Seit mindestens dem 8. Jahrhundert bestand anstelle der heutigen Saalkirche eine Vorgängerkirche, die im 18. Jahrhundert aufgrund massiver Baufälligkeit und Einsturzgefahr abgebrochen werden musste. In den Jahren 1755 und 1756 wurde die heutige Kirche als Simultankirche für sowohl die Zeiskamer Katholiken und Protestanten erbaut. Die Inschrift Catholici et Reformati has aedes pariter erigebant ist als Hinweis zur gemeinsamen Erbauung beider Konfessionen erhalten. Aus einem erhaltenen Bericht von 1771 geht hervor, dass die Komturei Heimbach ein Viertel der Baukosten getragen und den Chor sowie die Sakristei allein bezahlt hat. Der Kirchturm einschließlich Turmglocken sowie die Inneneinrichtung wurde hingegen ausschließlich von der Kirchengemeinde bezahlt. 
Während der Französischen Revolution wurde die Kirche teilweise verwüstet. Die Kirchenstühle und Fenster wurden somit 1794 neu angeschafft. Zwei Kirchenglocken wurden 1812 von der Firma Schrader aus Frankenthal geliefert. Eine neue Turmuhr wurde 1830 durch L. Courvousier von Landau geliefert.
In den Jahren 1834–1844 erbauten die Protestanten eine eigene Kirche in Zeiskam, da es in der St.-Bartholomäus-Kirche an ausreichend Platz mangelte. Die bisherige Kirche wurde in diesem Zuge vollständig den Katholiken überlassen.

## Ausstattung

### Altäre
Der im Jahr 1691 in der Vorgängerkirche aufgestellte Hochaltar im Stil des Barock wurde zunächst in die heutige Kirche übernommen. Zusätzlich wurden zwei Seitenaltäre neu angefertigt. Um 1890 wurden alle drei Altäre durch neoromanische Altäre ersetzt. Diese wurden bei einer Renovierung im Jahr 1972 wieder abgebaut und zwei anderweitige Barockaltäre aufgestellt. Der heutige Hochaltar stammt aus der Kuhardter Pfarrkirche St. Anna. 

### Kanzel
Die Kanzel im Stil des Rokoko prägt das Bild der Kirche im Inneren. Sie wurde um 1755 gebaut und besteht aus einem geschweiften Korpus mit verzierten Eckpilastern und einem geschnitzten Rokokodekor. Auf dem Kanzeldeckel befindet sich eine Adlerfigurine als Symbol des Evangelisten Johannes. 

### Weitere Ausstattung
Die Kirchenbänke weisen an ihren Schalen geschnitzte Rokokomuschelwerke in verschiedenen Zeichnungen auf. An der Chordecke befindet sich ein Deckengemälde des Münchener Kunstmalers Benedikt Gröner aus dem Jahr 1960, das die „Himmelfahrt Marias“ zeigt. 
Im Kirchhof befindet sich ein barockes Kruzifix aus Sandstein. 

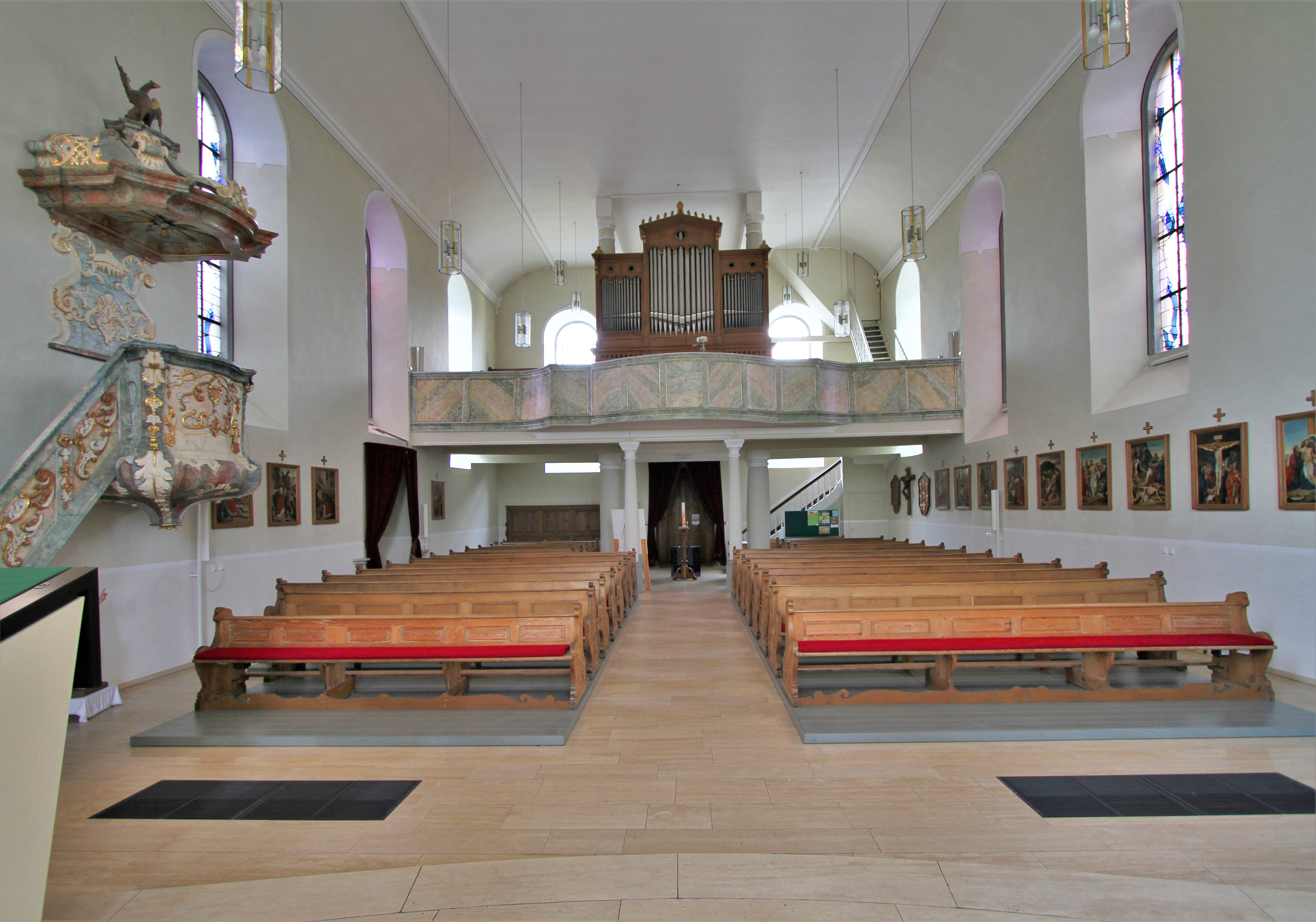
Innenansicht; Blick zum Eingangsportal
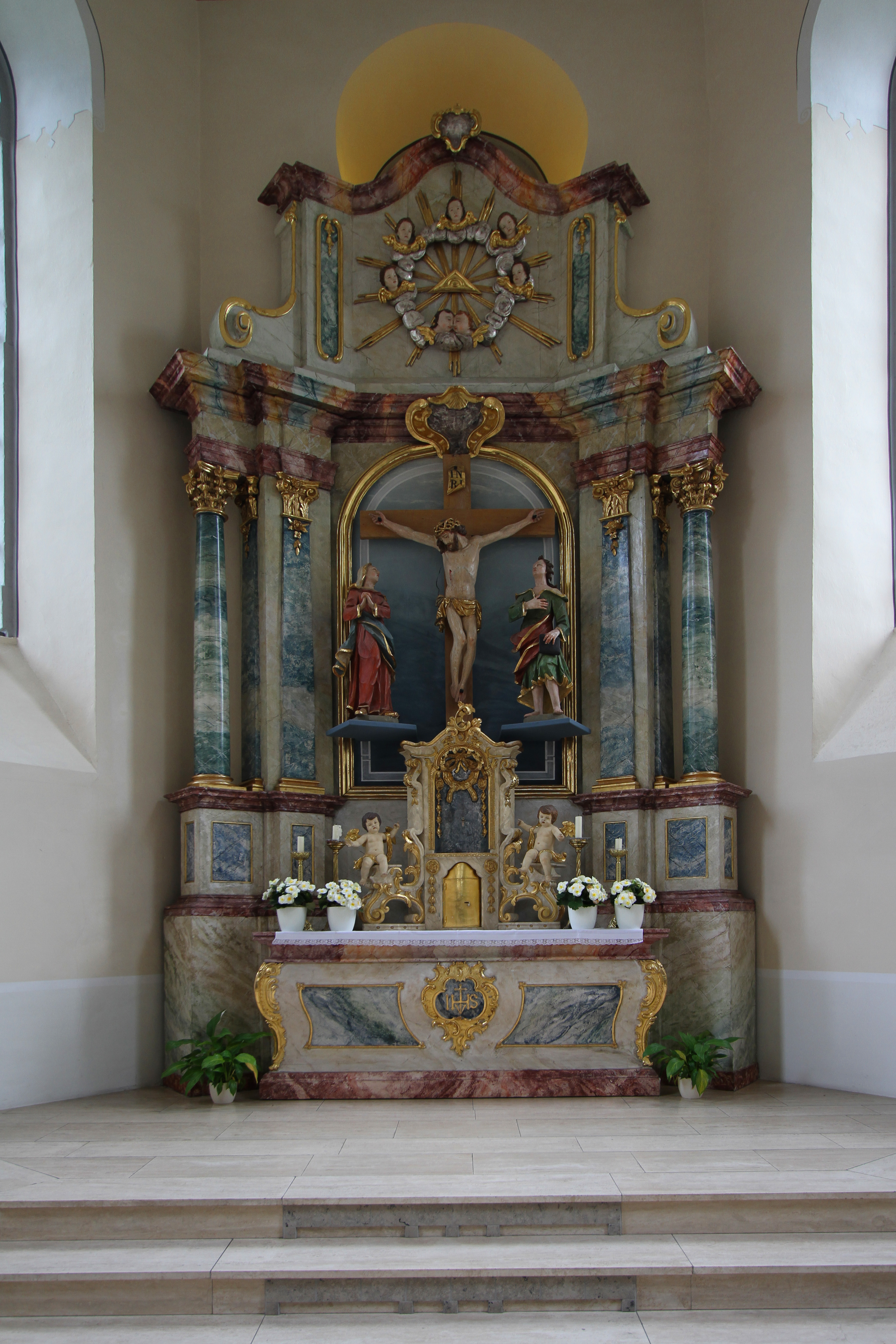
Hochaltar
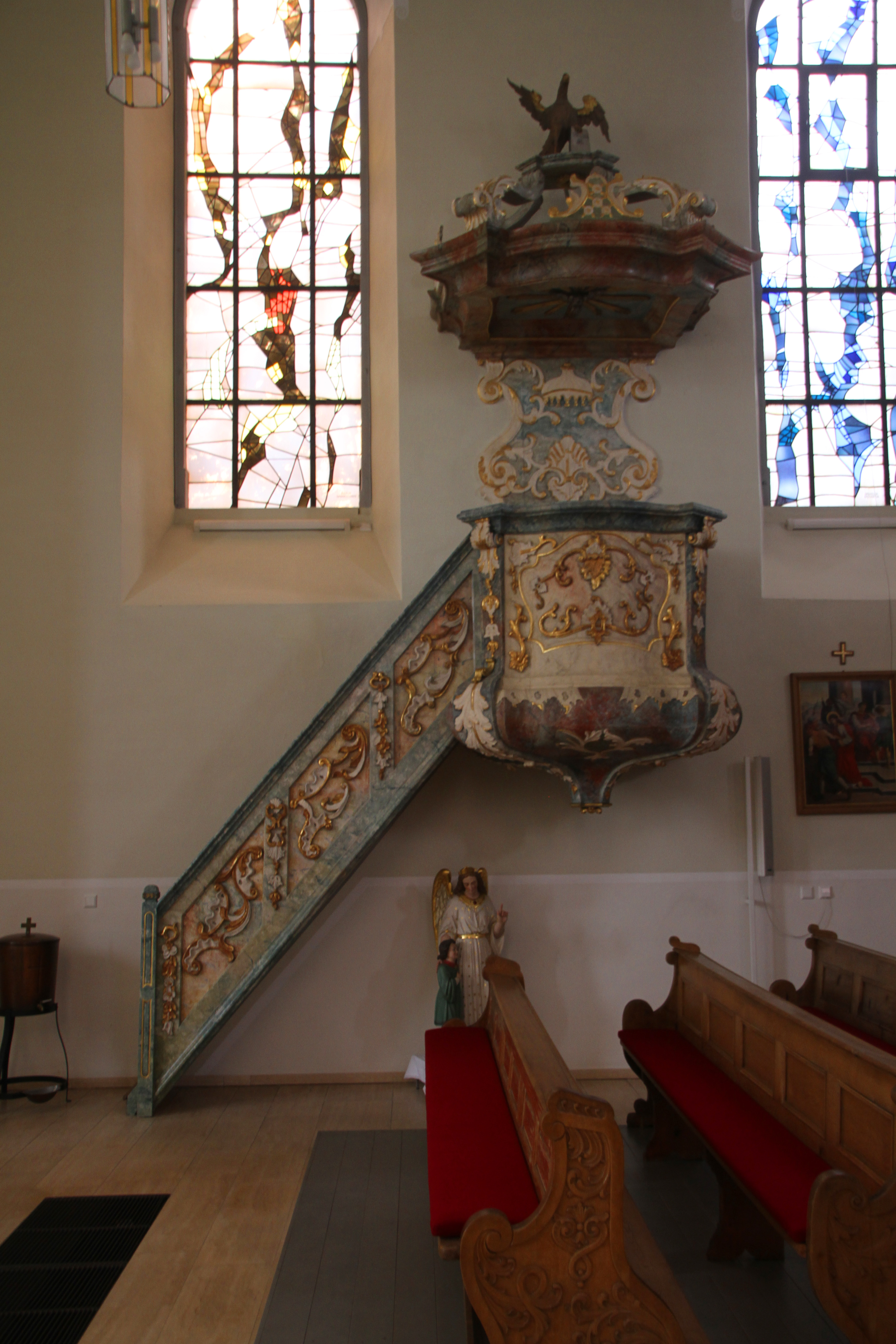
Rokokokanzel
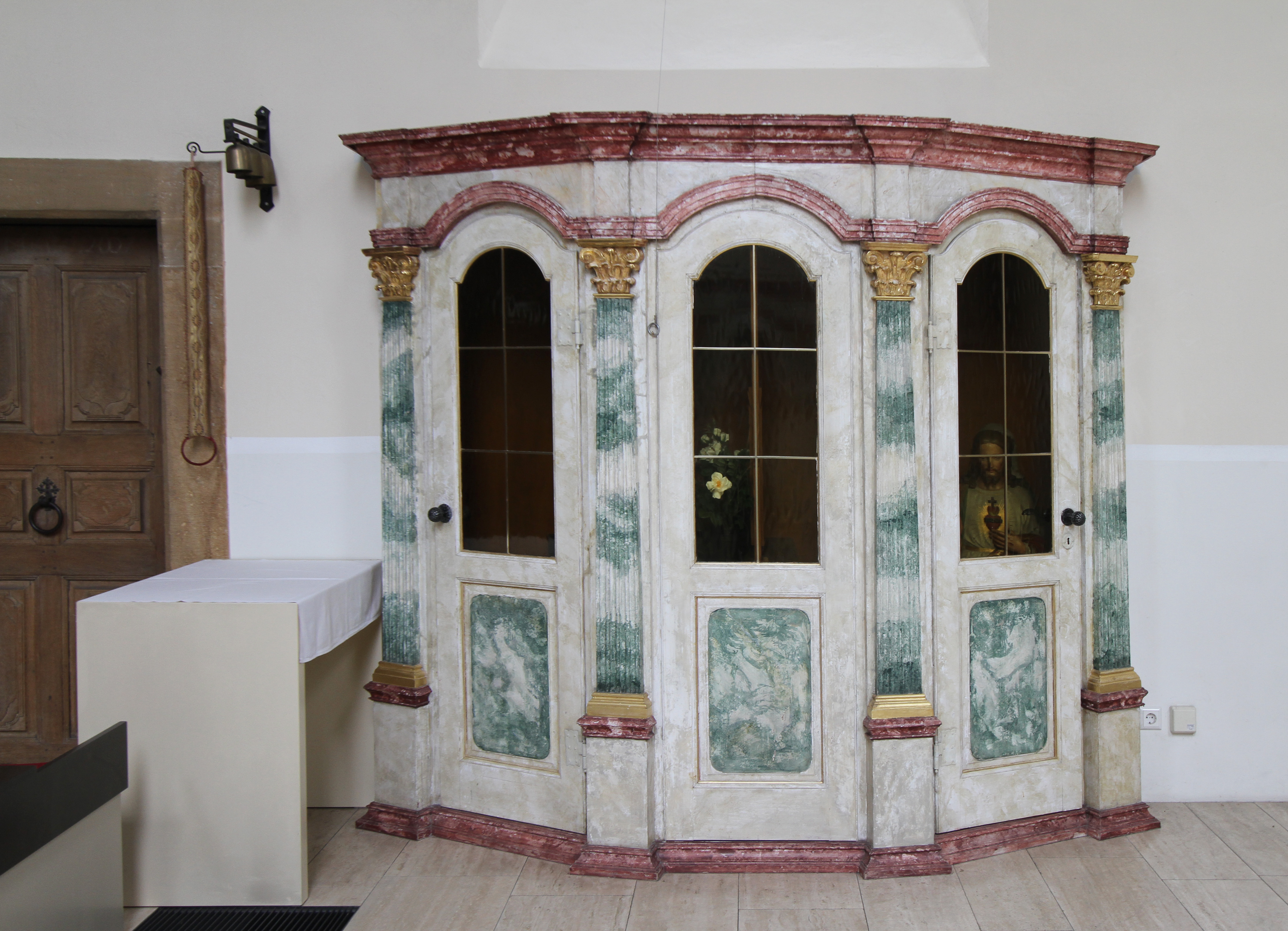
Beichtstuhl
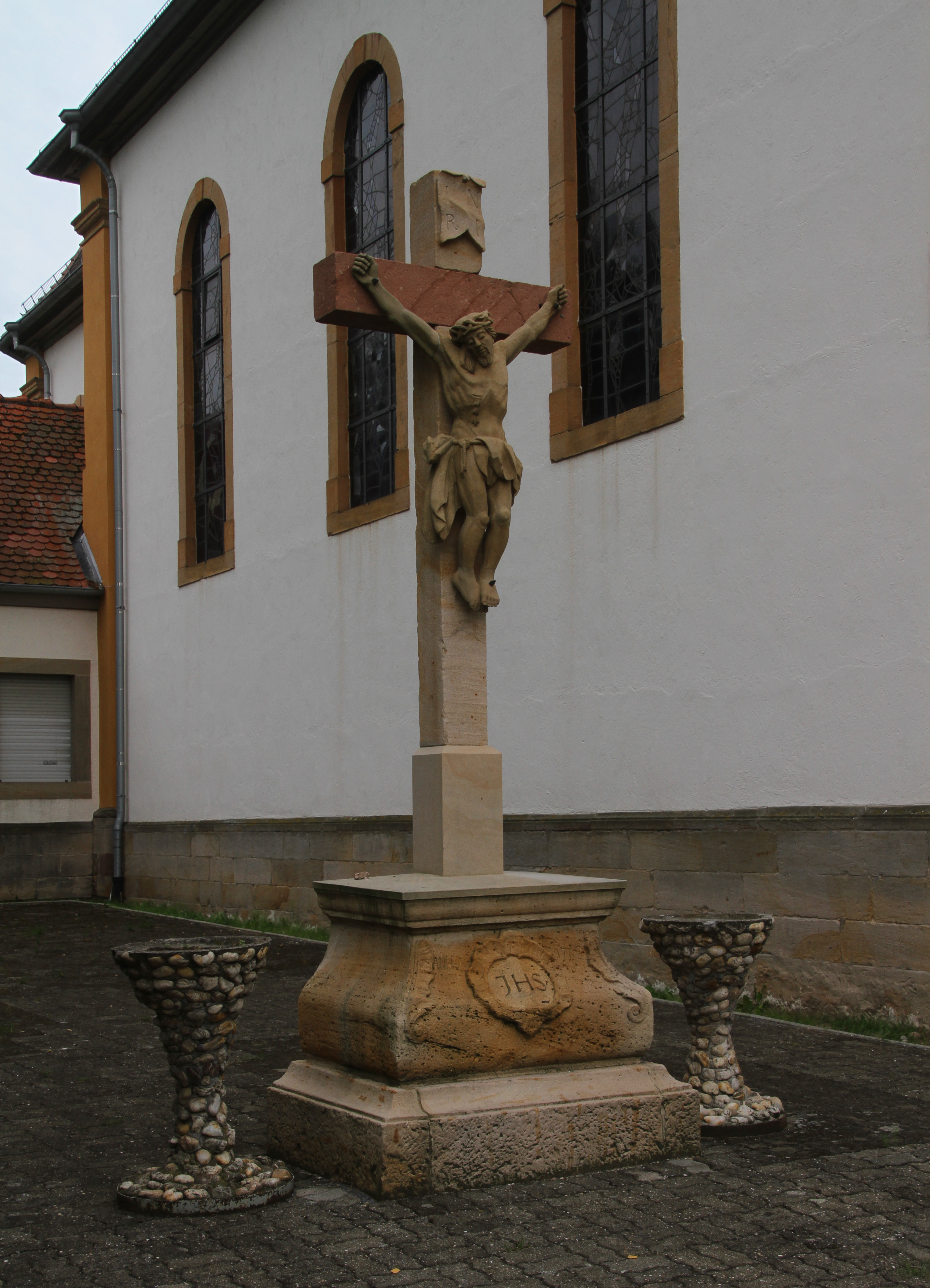
Barockes Sandsteinkruzifix

## Orgel

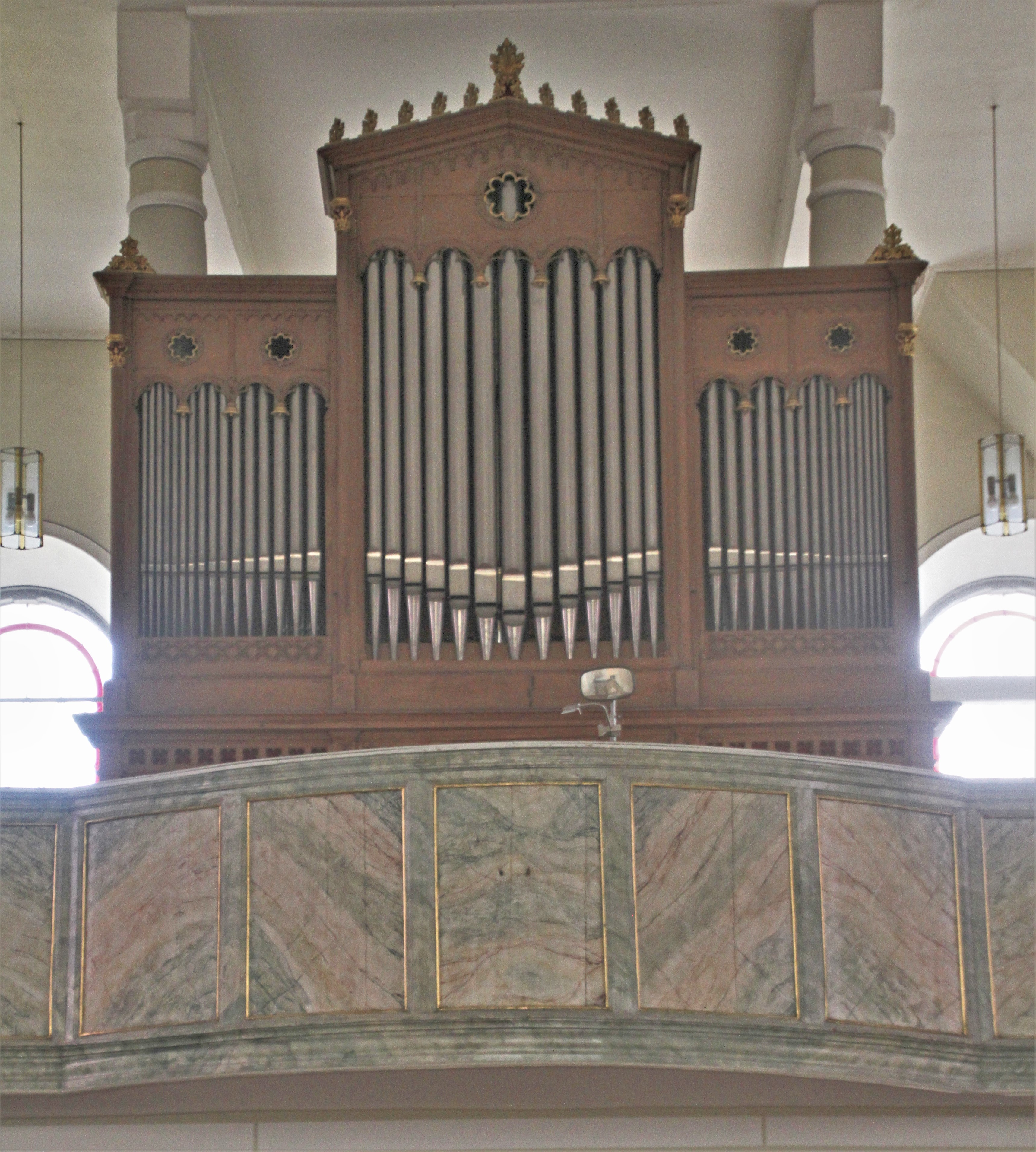
Blick auf die Empore mit der Orgel

### Heutige Orgel (seit 1980)
Die heutige Orgel auf der Empore wurde 1980 von Gerhard Kuhn (op. 3) unter Verwendung des historischen Voit-Gehäuses erbaut. Darüber hinaus verwendete er sieben Register der durch Link rekonstruierten Vorgängerorgel. Sie verfügt insgesamt über 17 Register auf zwei Manuelen und Pedal. Die Disposition lautet: 
| I Hauptwerk C–g3 |        |   |
| Prinzipal        | 08′    |   |
| Flöte            | 08′    | L |
| Oktave           | 04′    |   |
| Kleingedeckt     | 04′    | L |
| Waldflöte        | 02′    |   |
| Sesquialtera II  | 02 ⁄3′ |   |
| Mixtur IV        | 01 ⁄3  |   |
| Tremulant        |        |   |

| II Unterwerk C–g3 |       |   |
| Lieblich Gedeckt  | 08′   | L |
| Spitzflöte        | 04′   | L |
| Prinzipal         | 02′   |   |
| Zimbel III        | 01⁄2′ |   |
| Rohrschalmei      | 08′   |   |
| Tremulant         |       |   |

| Pedal C–f1  |     |   |
| Subbass     | 16′ | L |
| Oktavbass   | 08′ | L |
| Gedecktbass | 08′ | L |
| Choralbass  | 04′ |   |
| Fagott      | 16′ |   |

L: Wiederverwendete Register der Link-Orgel
Die Spiel- und Registertraktur sind mechanisch. Die Windladen sind als Schleifladen ausgeführt.
- Koppeln: II/I, I/P, II/P

### Orgel 1910–1980
Im Jahr 1910 ersetzte Link Orgelbau die vorherige Voit-Orgel durch einen Neubau (op. 528) mit pneumatischen Trakturen. Hierfür wurde das Gehäuse der Vorgängerorgel wiederverwendet. Im Zweiten Weltkrieg wurde die Orgel 1945 massiv beschädigt. Sie konnte 1952 von Link rekonstruiert werden. Die Orgel verfügte ursprünglich über 22 Register und hatte folgende Disposition: 
| I Hauptwerk C–g3 |       |
| Bourdon          | 16′   |
| Prinzipal        | 08′   |
| Flöte            | 08′   |
| Gamba            | 08′   |
| Salizional       | 08′   |
| Quintatön        | 08′   |
| Oktave           | 04′   |
| Spitzflöte       | 04′   |
| Oktav            | 02′   |
| Mixtur IV        | 2 ⁄3′ |

| II Schwellwerk C–g3 |    |
| Geigenprinzipal     | 8′ |
| Gemshorn            | 8′ |
| Aeoline             | 8′ |
| Voix Celeste        | 8′ |
| Lieblich Gedeckt    | 8′ |
| Fugara              | 4′ |
| Flauto Dolce        | 4′ |

| Pedal C–d1 |     |    |
| Subbass    | 16′ |    |
| Violinbass | 16′ |    |
| Bourdon    | 16′ | 0W |
| Oktavbass  | 08′ |    |
| Cello      | 08′ |    |

W: Windabschwächung
- Koppeln: II/I, I/P, II/P

- Spielhilfen: Freie Kombination, Feste Kombination (Tutti), Crescendowalze

Nach der Rekonstruktion von 1952 lautete die Disposition: 
| I Hauptwerk C–g3 |       |
| Prinzipal        | 08′   |
| Gedackt          | 04′   |
| Violflöte        | 08′   |
| Oktave           | 04′   |
| Rohrpommer       | 04′   |
| Schwiegel        | 02′   |
| Mixtur V         | 1 ⁄3′ |

| II Schwellwerk C–g3 |    |
| Barem               | 8′ |
| Salizional          | 8′ |
| Prästant            | 4′ |
| Blockflöte          | 4′ |
| Oktävlein           | 2′ |
| Sesquialter II      |    |
| Scharff III         | 1′ |

| Pedal C–d1    |     |    |
| Subbass       | 16′ |    |
| Zartbass      | 16′ | 0W |
| Prinzipalbass | 08′ |    |
| Choralbass    | 04′ |    |

W: Windabschwächung
- Koppeln: II/I, I/P, II/P

- Spielhilfen: Freie Kombination, Feste Kombination (Tutti), Crescendowalze

### Orgel 1842–1910
Es ist bekannt, dass H. Voit & Söhne im Jahr 1842 eine Orgel für die St.-Bartholomäus-Kirche baute. Das historische Gehäuse dieser Orgel wird bis heute verwendet. 